# 叔孫建
叔孫建（365年—437年），鲜卑姓乙旃氏，鲜卑名幡能健（乙旃幡能眷、乙旃幡能建、乙旃健、乙旃眷、乙旃建），北魏孝文帝改革后，乙旃被改漢姓叔孫，才開始被稱作叔孫建。《宋書》稱其為涉歸幡能健、乙旃眷，代人。北魏初年重要將領，多次參與進攻南朝宋的戰事。

## 生平
叔孫建是叔孫骨之子，以智勇著稱。幼年時由昭成皇后在皇宮養大，地位等同皇子。拓跋珪於代國亡國，住在賀蘭部時，叔孫建就常伴隨左右。拓跋珪復國後，以叔孫建為外朝大人，与安同十三人管理庶务，参军国之谋。後又曾随秦王拓跋觚出使後燕，经过六年，回國後任都水使者，中領軍，賜爵安平公，加龍驤將軍。後出任并州刺史，但因公事而被免去官爵，派去守衞鄴城城園。
魏明元帝拓跋嗣即位後，念及叔孫建昔日的功勞，故此任命其為正直將軍、相州刺史。神瑞二年（415年），河西飢荒中的胡人劉虎等反叛，將軍公孫表討伐失敗，拓跋嗣聽從崔宏的建議，假授叔孫建以前的官爵，命其督公孫表再次討伐劉虎，最終於次年平定劉虎。平定劉虎的同年，東晉劉裕發動北伐戰爭進攻後秦，王仲德率水軍進入黃河，將進攻關中，但正逼近魏佔的滑臺（今河南滑縣）。時魏兗州刺史尉建因畏懼而棄城北走，令王仲德兵不血刃地入城。拓跋嗣聞訊即派叔孫建及公孫表等率軍渡河，並斬殺尉建，指責王仲德侵略魏境。不過王仲德所派竺和之堅持他們一直是想借道伐秦，無攻魏之意，只是尉建無故棄城逃走才順勢入城，沒發生過戰爭。隨後叔孫建與劉裕通訊，劉裕亦重申只是想借道攻秦，沒伐魏的意思。可是拓跋嗣仍然提防晉軍，晉水軍於次年（417年）西上時更與魏軍在黃河北岸發生過軍事衝突，而拓跋嗣亦命叔孫建及長孫嵩各選精兵，觀望形勢，待劉裕西過後襲擊晉彭城等地。同年劉裕滅秦，叔孫建亦班師，受命遷鎮鄴城。
叔孫建後於泰常三年（418年）遷任廣阿鎮將，任內盜賊被其打擊得消聲匿跡，建立了很大的威名。泰常七年（422年），南朝宋武帝劉裕去世，北魏趁機南侵，叔孫建以使持節都督前鋒諸軍事、楚兵將軍、徐州刺史，率軍自平原郡南渡黃河進攻宋的青、兗二州各郡。叔孫建渡河後，宋兗州刺史徐琰即棄城逃走，泰山、高平、金鄉各郡皆盡入魏軍之手。接著叔孫建轉攻青州，至次年攻入臨淄（今山東淄博市臨淄區）時，其兵力所向的城邑都潰敗，唯宋青州刺史竺夔據東陽城（今山東青州市）抵抗，並堅壁清野。魏軍因人民拒守而無法得糧，拓跋嗣遂派於青州有威信的刁雍前往募兵，協助叔孫建等。隨後叔孫建率三萬騎進攻東陽，竺夔等人奮力拒守，並不時出奇兵突襲魏軍。不過由於魏軍長期圍困，攻勢亦愈見猛烈，東陽守軍的情況愈來愈差。宋將檀道濟等的援軍於是先去救援青州。叔孫建進攻東陽時，曾經在東陽北城牆開了三十多步寛的缺口，但他拒絕刁雍趁機攻進城建議，無法攻陷東陽。刁雍知檀道濟快來，又向叔孫建自請率兵五千據險抵擋連成方陣的宋軍，不過叔孫建見當時魏軍因暑熱而有疫病，決意撤退。不久魏軍燒掉軍營及攻城器具退兵，而檀道濟等到後亦因糧盡而不及追擊，叔孫建成功率魏軍全身而退。接著叔孫建率軍增援進攻虎牢（今河南滎陽汜水鎮）的奚斤，並成功攻下虎牢。叔孫建因功獲賜爵壽光侯，加鎮南將軍。
神䴥三年（430年），南朝宋北伐，魏軍修整河南兵力，故棄守滑臺、碻磝（今山東茌平）、洛陽及虎牢。不久，魏軍就反攻宋軍，派兵進攻洛陽，同時又命叔孫建與長孫道生渡過黃河南進。宋將到彥之知虎牢已失，於是撤軍南返，兗州刺史竺靈秀亦棄守須昌（今山東須城鎮），南奔湖陸（今山東魚臺東南），叔孫建率軍追擊竺靈秀，在湖陸擊敗之，殺五千多人，進軍至鄒魯地區才還兵范城（今河南范縣）。隨後，叔孫建轉任平原鎮大將，加征南大將軍、都督冀青徐濟四州諸軍事，封丹陽王。次年，魏軍進攻滑臺，檀道濟等人率兵救援，叔孫建及長孫道生拒抗。檀道濟到壽張時與叔孫建相遇，卻為奮勇的宋軍擊敗。隨後檀道濟進軍濟水，二十多日內與魏軍發生三十多場戰事，魏軍都屢見敗跡。檀道濟到歷城縣時，叔孫建派騎兵從檀道濟軍前後進擊，並焚毀其糧草，令其缺糧，成功阻截了檀道濟援軍，最終助攻滑臺的魏軍攻陷滑臺。
叔孫建為人沉實機敏，又多智謀，行軍征伐時也是出謀劃策的人。他治軍清整，號令嚴明，而且禮待賢士，於是任平原鎮大將十多年間安撫內外，很得邊民稱頌，魏初諸將亦鮮有人比得上他。太延三年（437年），叔孫建去世，享年七十三，拓跋燾深感可惜，賜諡號襄，賜葬金陵。

## 現代考證
美國學者Jennifer Holmgren認為其父叔孫骨，即拓跋孤。

## 子女
- 叔孫俊，長子，衞將軍、安城公，曾瓦解朱提王拓跋悅刺殺明元帝的計劃。
- 叔孫隣，爵丹陽公，官至鎮西將軍、涼州鎮大將，但因其與奚牧貪奪財物，在當地專橫行事而被誅殺。

## 延伸阅读
[在维基数据编辑]
 《魏書·卷29》，出自魏收《魏书》
 《北史·卷020》，出自李延壽《北史》